# Combate da Ponte da Azenha
O Combate da Ponte da Azenha foi o combate inicial da Revolução Farroupilha, ocorrido na noite de 19 para 20 de setembro de 1835. Foi marcado por dar espaço à Tomada de Porto Alegre pelos farroupilhas no dia seguinte.

## História
Na noite de 18 de setembro de 1835, em uma reunião onde estavam presentes José Mariano de Mattos (político separatista), Gomes Jardim (primo de Bento e futuro presidente da República Rio-Grandense), Vicente da Fontoura (liberal anti-separatista), Pedro Boticário (fervoroso farroupilha), Paulino da Fontoura (político e irmão de Vicente da Fontoura), Antônio de Sousa Neto (imperialista na época, mas que já simpatizava com os ideais republicanos) e Domingos José de Almeida (político separatista e administrador no futuro governo farroupilha), decidiu-se por unanimidade que dentro de dois dias, no dia 20 de setembro de 1835, tomariam militarmente Porto Alegre e destituiriam o presidente provincial Antônio Rodrigues Fernandes Braga. Em várias cidades do interior as milícias foram alertadas para deflagrarem a revolta. Bento Gonçalves comandava uma tropa reunida em Pedras Brancas, hoje cidade de Guaíba. Gomes Jardim e o Coronel Onofre Pires, à frente de 200 cavaleiros, concentravam-se na região de Viamão e dirigiram-se à cidade de Porto Alegre, estacionando em 19 de setembro de 1835 perto do bairro da Azenha.
Cientificado do fato, o Presidente da Província Antônio Rodrigues Fernandes Braga mandou que se armassem a Guarda Municipal Permanente, o Piquete de Cavalaria de primeira linha (cerca de 70 homens) e a Companhia de Guardas Nacionais a cavalo. Como dispunha de pouca força na capital, apelou a todos os cidadãos para que se reunissem, armados, conseguindo juntar um contingente de cerca de 270 homens. Para coordenar as forças legais nomeou o Brigadeiro Gaspar Mena Barreto, pois o Comandante das Armas, Marechal Sebastião Barreto Pereira Pinto, estava ausente. Foram logo guarnecidos três pontos considerados importantes: o Palácio do Governo, o quartel da Guarda Municipal e o Trem de Guerra (arsenal).
Na noite de 19 para 20 de setembro, Braga enviou um piquete a cavalo para o reconhecimento do dispositivo revolucionário. Com um contingente de 20 homens da Companhia de Guarda Nacional, sob o comando do Major José Egídio Gordilho Barbuda, segundo Visconde de Camamu, que se oferecera espontaneamente para a missão. Os revolucionários, porém, já haviam deixado bombeadores (vigias) junto à ponte da Azenha. Camamu não possuía experiência de combate, particularmente em operações noturnas, e contava com tropas de voluntários. Ao primeiro sinal de alerta dos farroupilhas, o grupo avançado, liderado pelo Visconde, disparou suas armas e retraiu rapidamente, supondo tratar-se de uma forte reação dos revoltosos, provocando uma debandada geral que levou o pânico aos governistas de Porto Alegre. O piquete farroupilha, com sete homens, vendo-os fugir espavoridos, perseguiu-os, matando um e ferindo quatro, entre eles Camamu.

## Resultado
No dia seguinte, os revolucionários adentraram na cidade sem encontrar oposição. O Corpo de Permanentes aderiu logo ao movimento, com exceção do comandante, do subcomandante, de um cabo, de um soldado e de um corneteiro. O Presidente da Província, sentindo-se desprotegido, refugiou-se primeiro no Arsenal de Guerra e depois na escuna Rio-grandense, viajando na mesma noite para a cidade de Rio Grande.
Quase sem luta, a não ser ligeiras escaramuças, os revolucionários assertaram seu controle absoluto da capital, obtendo também muita adesão no interior da província. A Câmara Municipal, convocada extraordinariamente por Bento Gonçalves a 21 de setembro, deu posse ao Dr. Marciano Pereira Ribeiro, que era o quarto na ordem geral de precedência dos Vice-Presidentes da Província.